# Hurt (gruppo musicale)
Gli Hurt sono stati un gruppo musicale rock alternativo statunitense formatosi nel 2000 in Virginia ed era operante a Los Angeles.
Il gruppo era costituito da J. Loren Wince (voce), Michael Roberts (chitarra) e Victor Ribas (percussioni). Josh Ansley (basso) ha lasciato il gruppo nell'aprile del 2008 a causa di motivi personali ed è stato sostituito da Rek Mohr (ex bassista del gruppo Leo) nel maggio 2008.

## Storia
Il gruppo diede alla luce il primo album omonimo nel 2000, autoprodotto. Molti dei brani di questo disco, insieme ad altri registrati nel primo periodo, furono in seguito rilavorati per i successivi album Vol. 1 e Vol. II; The Consumation venne rimasterizzato come The Re-Consumation nel 2008. Il gruppo ricevette delle ottime critiche (non altrettanto successo commerciale) a seguito del loro primo album realizzato con la Capitol Records, Vol. 1, pubblicato il 21 marzo 2006. I loro singoli "Rapture" e "Falls Apart" non ottennero però molto successo nelle radio rock degli Stati Uniti. Il loro secondo album ricevette delle vere acclamazioni dalla critica, Vol. II pubblicato il 25 settembre 2007, ed essi ottennero grande successo, sulle radio statunitensi, con il singolo "Ten Ton Brick."
Gli Hurt hanno pubblicato nel 2009 Goodbye to the Machine. L'album, è stato realizzato sotto l'etichetta Amusement. I singoli estratti prima dell'uscita dell'album sono stati: Wars e Fighting Tao usciti rispettivamente il giorno di Natale 2008 e a Capodanno 2009 sul loro Myspace. Il 5 gennaio la stazione radio WFXH di Savannah ha pubblicato in anteprima radiofonica il singolo Wars. Il 12 gennaio lo stesso singolo è stato distribuito nelle radio di tutta la nazione e il 3 febbraio è stato messo in vendita su iTunes su Amazon. Una volta uscito, l'album ha raggiunto la posizione numero 100 nella classifica Billboard 200.
Il 5 febbraio la band ha pubblicato il nuovo singolo Numbers in radio e il 9 marzo su iTunes. L'artwork del singolo è stato realizzato dal chitarrista Paul Spatola. Il 21 marzo 2011 sul Facebook ufficiale della band viene annunciato che "tutte le tracce del nuovo album sono state completate". Il 28 agosto il frontman J.Loren pubblica una lettera dove scrive che il nuovo album sarà prodotto dalla Carved Records, e informa anche che il chitarrista Paul Spatola abbandonerà il gruppo per problemi personali. Il 27 settembre la band scrive su Facebook che il nuovo disco tornerà allo stile e al suono di Vol. 1 e Vol. II, si intitola The Crux ed era stato pubblicato il 27 marzo 2012.

## Formazione

### J. Loren
Cantante del gruppo, J. Loren Wince è nato a Baltimora, nel Maryland il 25 agosto del 1981. Si trasferì in Virginia, per un po' visse ad Halifax, in Virginia e più tardi si trasferì a Culpeper, iscrivendosi alla Germanna Community College all'età di 14 anni. I genitori gli facevano ascoltare solo musica gospel e musica classica, mentre il rock'n'roll in casa era assolutamente vietato. Wince studiò violino che cominciò a suonare in giovane età. Wince cita Antonio Vivaldi come uno dei suoi più grandi idoli da cui è stato più influenzato, ma tra i suoi preferiti ci sono anche Schubert, Mendelssohn, Beethoven, Bach, Verdi, Händel, Joseph e Michael Haydn, Grieg, Puccini, Čajkovskij, Ravel, ma ha avuto anche altre influenze musicali.
La sua prima composizione è una marcia ispirata dalla poesia "Charge Of the Light Brigade" scritta a 10 anni. Ha scritto la canzone "Cold Inside" quando aveva 13 anni, e la sua prima esibizione davanti a un vasto pubblico è stata a 12 anni facendo da accompagnamento al violino ad una band di musica contemporanea.

### Evan Johns
Evan Johns, il batterista degli HURT, è il figlio di un acclamato produttore rock, Andy Johns, il quale ha anche lavorato con gruppi del calibro di Led Zeppelin, Rolling Stones, e Van Halen. Evan Johns è cresciuto a Los Angeles e ha cominciato a suonare la batteria in giovane età. Oltre al padre, Evan Johns è anche il nipote del produttore musicale Glyn Johns (The Beatles, The Who, Led Zeppelin e altri.) e cugino del produttore musicale Ethan Johns (figlio di Glyn) (Ryan Adams, Kings of Leon e altri).
È stato sostituito nel 2008 da Louie Sciancalepore.

### Paul Spatola
Paul Spatola, il chitarrista degli HURT, è nato a Brooklyn, e poi si è trasferito ad Old Bridge, in New Jersey. Suona il pianoforte da quando aveva 5 anni. Mentre frequentava il liceo, insieme a Josh Ansley (precedente bassista degli HURT) formò i Social Butterfly.
Oltre alla carriera musicale, Paul Spatola è anche un tatuatore, infatti molti artworks presenti negli album sono stati disegnati da lui.
Ha dato il suo addio alla band nell'estate del 2011 a seguito di problemi personali.

### Rek Mohr
Rek Mohr, bassista degli HURT, è cresciuto a St. Louis, MO. Rek cita Colin Greenwood (Radiohead), John Paul Jones (Led Zeppelin), e Adam Clayton (U2) come sua ispirazione musicale. Mohr ha cominciato a suonare il basso all'età di 16 anni, e suonare suddetto strumento è stata la sua prima e unica scelta.
Mohr ha fatto parte di 2 altri gruppi prima di entrare a far parte degli HURT; Semidivine per 3 anni, e i Leo per 4 anni. Ha lasciato le 2 rispettive band perché non rispecchiavano il suo modo di espirmersi in campo musicale.
Durante il tour dei Leo insieme agli HURT,decise di andarsene dai Leo. Nel frattempo Josh prese la decisione di Lasciare gli HURT per intraprendere la sua carriera di recitazione. Dopo il tour, Mohr comprò un biglietto per partecipare all'audizione per entrare a far parte degli HURT come nuovo bassista. Durante marzo del 2008, gli HURT annunciarono di aver trovato un nuovo bassista, ovvero Mohr, e poco dopo lo confermarono come bassista definitivo.
Mohr ha suonato per la prima volta con gli HURT, il 2 maggio del 2008 a Johnson City (Tennessee).

### Michael Roberts
Il 10 novembre 2009 un messaggio sulla pagina Twitter della band ha dato l'impressione che un nuovo membro si unirà alla band e che sarebbe stato Michael Roberts. Il giorno dopo il manager della band ha rassicurato i fan dicendo che tutta la band è a St Louis con Michael, ma non verrà sostituito nessuno. Michael Roberts è stato chitarrista nella band Leo e co-produttore di "Goodbye to the Machine".
Ha suonato la chitarra ritmica in molti tour della band. Con l'addio di Spatola, Roberts è diventato anche chitarrista solista.

## Formazione
Ultima
- J. Loren Wince – voce, chitarra, violino, banjo (2000-2014)
- Rek Mohr – basso (2008-2014)
- Michael Roberts – chitarra solista, cori (2009-2014)
- Victor Ribas – batteria, percussioni, cori (2010-2014)

Ex componenti
- Steven Fletcher – basso (2000-2004)
- Wil Quaintance – batteria (2000-2004)
- Shawn Sawyer – basso (2000-2004)
- Joshua Ansley – basso (2004-2008)
- Evan Johns – batteria, pianoforte (2004-2008)
- Louie Sciancalepore – batteria (2008-2010)
- Paul Spatola – chitarra solista, pianoforte, cori (2004-2011)

## Discografia

### Album in studio
- 2000 – Hurt
- 2003 – The Consumation
- 2006 – Vol. 1
- 2007 – Vol. II
- 2009 – Goodbye to the Machine
- 2012 – The Crux

### Raccolte
- 2014 – Self-Entitled
- 2015 – Besides & Footnotes

### EP
- 2007 – The Blackmarket EP